# Cistus pouzolzii
Cistus pouzolzii là một loài thực vật có hoa trong họ Nham mân khôi. Loài này được Delile ex Gren. & Godr. mô tả khoa học đầu tiên năm 1847.